# Rishton
Rishton est une ville du Lancashire, en Angleterre.
En 2011, sa population était de 6 625 habitants.